# Terranef
De Terranef is een fictief vervoermiddel uit de stripreeks Suske en Wiske van Willy Vandersteen. De Terranef is een uitvinding van en gemaakt door professor Barabas.

## Eigenschappen en etymologie
Met de Terranef kan door de aarde worden voortbewogen doordat hij de grond aan de voorzijde van het voertuig laat smelten. Terra is Latijn voor Aarde of grond. De suffix "-nef" is gekozen naar anologie met de gyronef.

## Geschiedenis
Willy Vandersteen introduceerde eerder de uitvinding Pantoscaaf in het verhaal De Pantoscaaf, dat in 1949 verscheen in het studentenmaandblad De Knape. Dat voertuig kon naast ondergronds voortbewegen ook vliegen en onder water varen. De daarop geïnspireerde Terranef wordt geïntroduceerd in De Knokkersburcht (1953). Deze versie gebruikt een diamantschijf om de aardelagen te laten smelten. 
In latere verhalen verschijnen andere versies van de Terranef. In plaats van een diamantschijf gebruiken deze een steekvlam, maar ook daar zijn verschillende uitvoeringen van. 
In De groene splinter (1957) komen twee voertuigen voor die sterk lijken op de Terranef die later verschijnt in De koperen knullen (1980). De groene splinter is echter een verhaal dat wordt geschreven voor het weekblad Kuifje, en in deze verhalen ontbreekt Professor Barabas. Voor deze voertuigen wordt daarom een andere uitvinder en een andere naam geïntroduceerd. De uitvindingen zijn gebouwd door kapitein Person en de Witte Maskers en heten Stalen Mol I en Stalen Mol II (ST.M.I & ST.M.II). In de poppenfilm Het laatste dwaallicht (1976), geregisseerd door Patrick Lebon, wordt ook een Terranef opgevoerd, maar die versie wijkt af van het voertuig dat schrijver en tekenaar Paul Geerts in De koperen knullen (1980) ten tonele brengt. Een overeenkomst tussen alle versies is het gebruik van een atoommotor. In Het Aruba-dossier (1994) is weer sprake van een Terranef met een diamantschijf. Tante Sidonia merkt in dat verhaal op dat een reis (vanuit België) naar Aruba maanden duurt.

## Overzicht
De Terranef met diamantschijf komt voor in:
- De Knokkersburcht (1954)
- Het Aruba-dossier (1994)

De Terranef met steekvlam komt voor in:
- De groene splinter (1957) - wijkt af in naam, maar kent hetzelfde principe
- Het laatste dwaallicht (televisieserie 1976, album 1979)
- De windbrekers (televisieserie 1976, album 1980)
- De koperen knullen (1981)
- Geschiedenis in strip (1995) - professor Barabas heeft een nieuwe, nog snellere, Terranef gemaakt
- Game of Drones (2016) - professor Barabas besluit om drones te maken door van bestaande uitvindingen een verkleining te produceren, waaronder een mini-terranef.